# Robert J. Bursik
Robert J. Bursik (* vor 1960; † 19. Juli 2017) war ein US-amerikanischer Soziologe und Kriminologe. Er war Professor an der University of Missouri–St. Louis und amtierte 2008 als Präsident der American Society of Criminology (ASC).
Bursik machte seine akademischen Abschlüsse im Fach Soziologie: Bachelor 1973 an der Rutgers University, Master (1975) und Ph.D. (1980) an der University of Chicago. Bevor er an die University of Missouri kam, an der er bis 2016 lehrte, war er Soziologie-Professor an der University of Oklahoma. Bursik gehörte zu denjenigen Kriminologen, die Delinquenz und Soziale Kontrolle mit Hilfe der Gemeindesoziologie (Community Studies) analysierten. Exemplarisch dafür ist das mit Harold G. Grasmick verfasste Buch Neighborhoods and crime. The dimensions of effective community control (1993).